# Amsterdamsestraatweg 49 (Baarn)
De villa aan de Amsterdamsestraatweg 49 is een villa in Baarn in de provincie Utrecht. aan de westzijde van de Amsterdamsestraatweg.
Architect J.P.F. van Rossem liet het symmetrische huis in 1916 bouwen voor zichzelf. Het huis heeft een H-vormige plattegrond. 